# Janice Filmon
Janice Clare Filmon (nascida em 1943) foi a 25ª tenente-governadora de Manitoba. Sua nomeação como tenente-governadora foi feita pelo governador-geral do Canadá David Lloyd Johnston sobre o conselho constitucional do ex-Primeiro Ministro do Canadá Stephen Harper, a partir de 19 de junho de 2015. Foi representante do vice-rei da Rainha Elizabeth II do Canadá na província canadense de Manitoba. Cessou funções a 24 de outubro de 2022.
Filmon nasceu em torno de 1943. Trabalhadora social, filantropa e ativista da comunidade, foi nomeada como membro da Ordem do Canadá em 2012 e da Ordem de Manitoba em 2007. Ela é a presidente da CancerCare Manitoba Foundation. Ela nasceu em Winnipeg e se formou na Universidade de Manitoba em 1964 com um bacharelado em economia doméstica. Seu marido é Gary Filmon, ex-primeiro ministro de Manitoba. Juntos eles têm quatro filhos.